# Istituzioni europee a Strasburgo

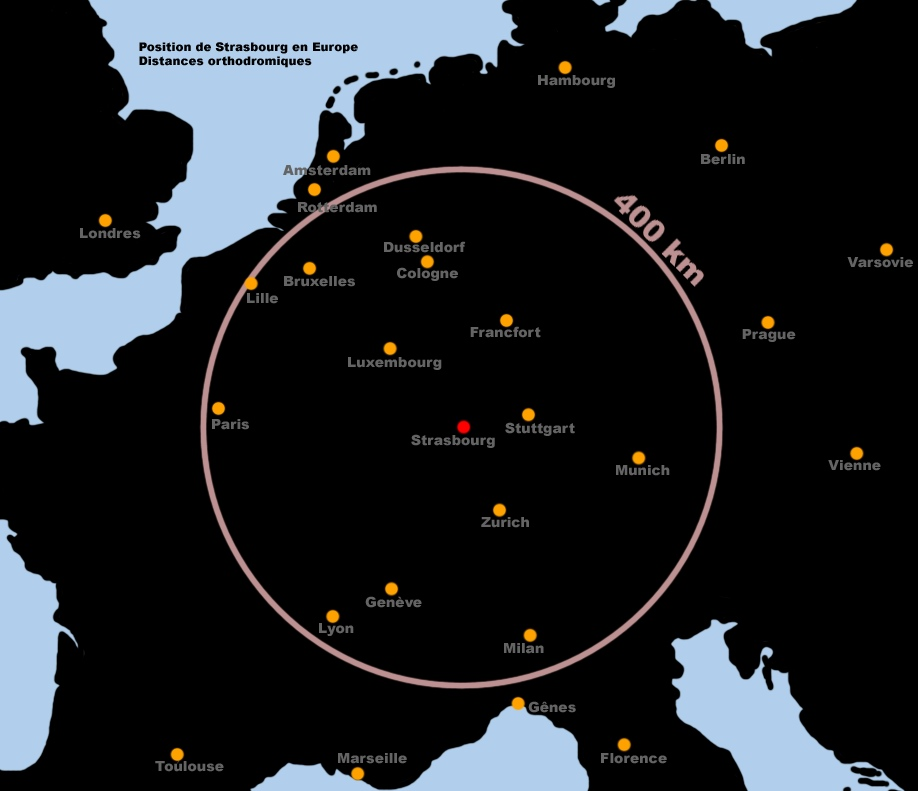
Strasburgo (punto rosso) mostrata in relazione alle città europee vicine (il cerchio copre una distanza di 400 km)

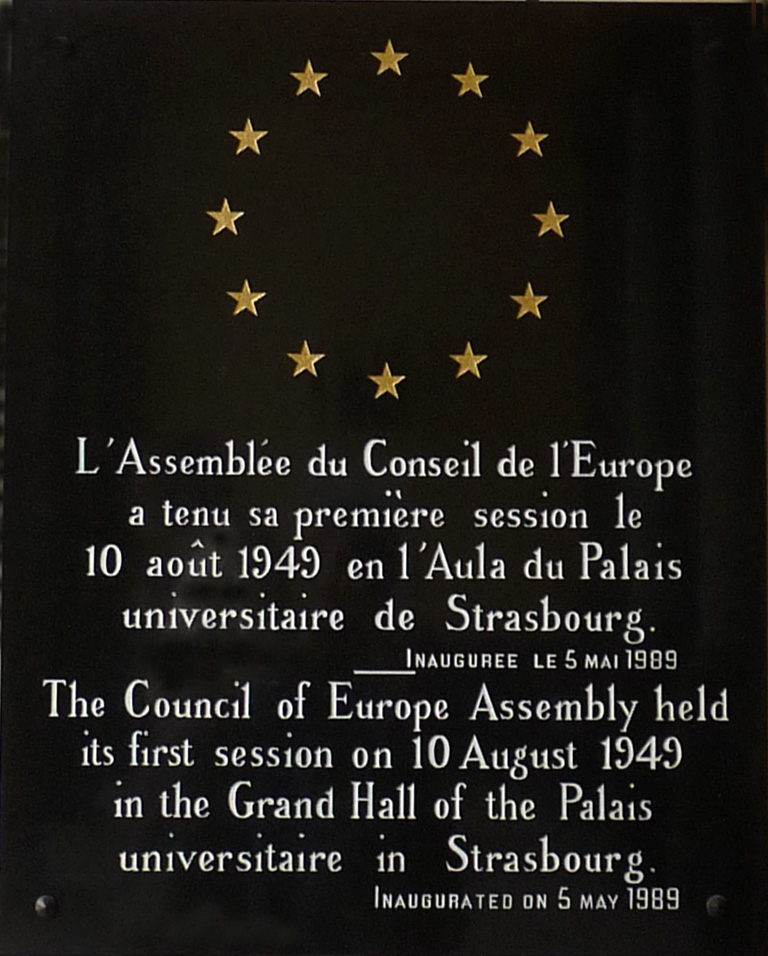
Targa commemorativa della prima sessione dell'Assemblea del Consiglio d'Europa nell'aula magna dell'Università di Strasburgo

Varie istituzioni europee hanno sede a Strasburgo, fra cui la Commissione centrale per la navigazione del Reno che risale al 1815 ed è considerata la più vecchia istituzione europea ancora in funzione.
In tutto vi sono più di venti diverse istituzioni con sede nella città alsaziana. In virtù di questa concentrazione, Strasburgo è una pretendente al titolo di "capitale dell'Europa" (mentre quella dell'Unione europea è senza dubbio Bruxelles).

## Ilquartier européen

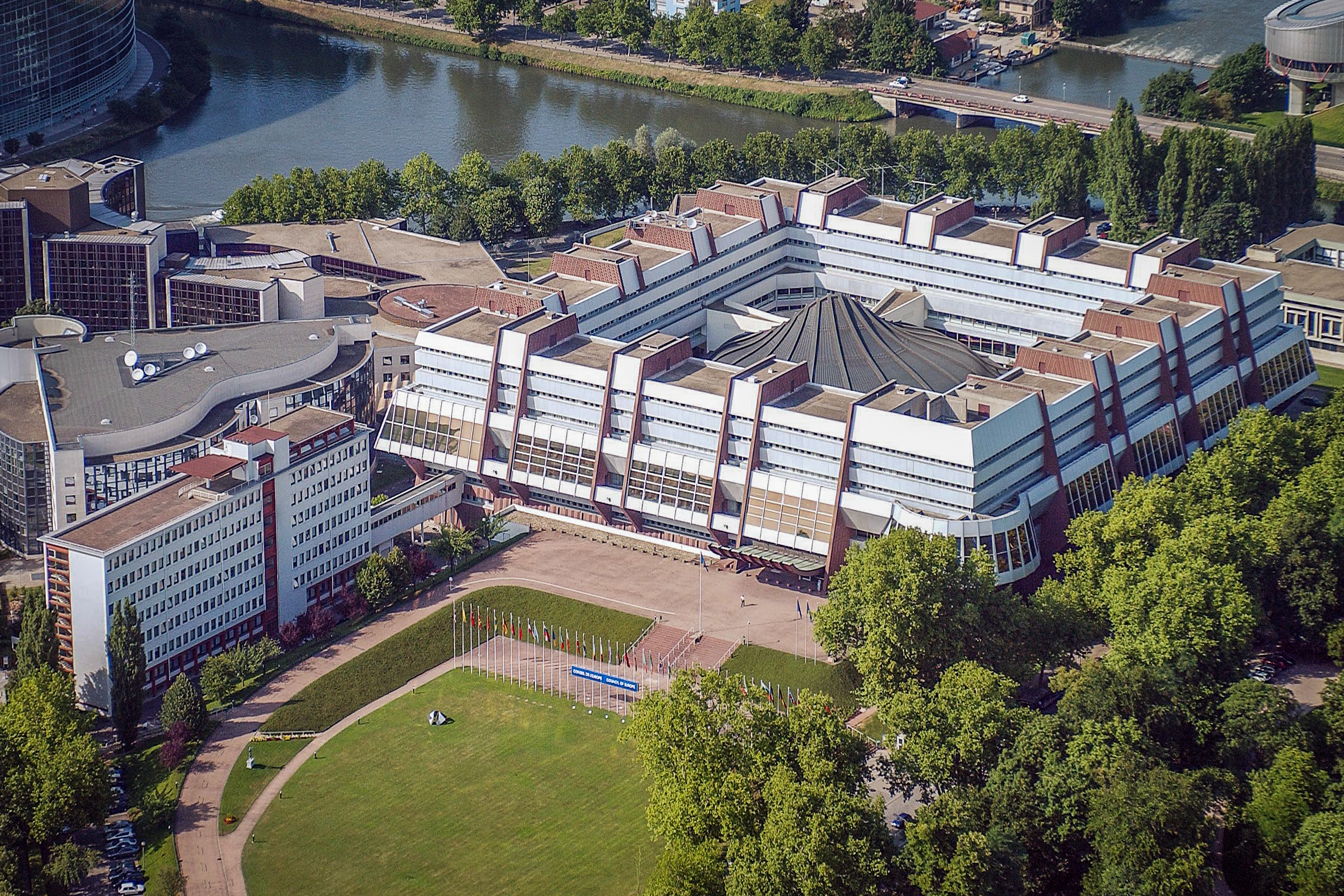
A sinistra, edifici del Parlamento europeo (dall'alto verso il basso); Louise Weiss, Winston Churchill, Pierre Pflimlin. Edifici del Consiglio d'Europa (dal centro in alto a destra); edificio del Segretariato, Palazzo d'Europa, Bâtiment D, Corte europea dei diritti umani.

Il quartier européen (in italiano "quartiere europeo") è sparso su un'area che copre i distretti di Wacken, Orangerie e Robertsau nel nord-ovest della città e che comprende l'intersezione tra il fiume Ill e il Canale Marna-Reno. Il primo specifico edificio europeo dell'area fu la Casa d'Europa del Consiglio d'Europa nel 1949, con la Commissione del Reno collocata verso il centro della città. L'Osservatorio Europeo dell'Audiovisivo e l'Istituto per i diritti dell'uomo sono le sole istituzioni del quartier européen a essersi trasferite in strutture preesistenti: rispettivamente, una villa del 1900 e un'ex stazione per il cambio postale e locanda del XVIII secolo trasformate in edificio conventuale,. La sede centrale di arte (la rete televisiva culturale franco-tedesca), precedentemente disseminata in vari edifici per la città, fu riunita in un unico spazioso edificio vicino al palazzo Louise Weiss nel 2003.
Il 14 novembre 2007 vide l'estensione della rete tranviaria di Strasburgo al quartier européen, con l'inaugurazione da parte del presidente del Parlamento europeo Hans-Gert Pöttering, del segretario generale del Consiglio d'Europa Terry Davis e del tenente generale dell'Eurocorps Pedro Pitarch delle stazioni tranviarie Parlement européen, Droits de l'homme e Robertsau Boecklin. Benché il Consiglio d'Europa abbia visto due nuovi edifici inaugurati nel 2006 e nel 2008, l'Unione europea costruisce nuovi edifici a Strasburgo fin dal 1999.
In tutto, ci sono quattordici diversi edifici nel quartier européen: otto appartenenti al Consiglio d'Europa, quattro appartenenti all'Unione europea, più Arte e l'Istituto internazionale per i diritti dell'uomo.

## Storia ed istituzioni

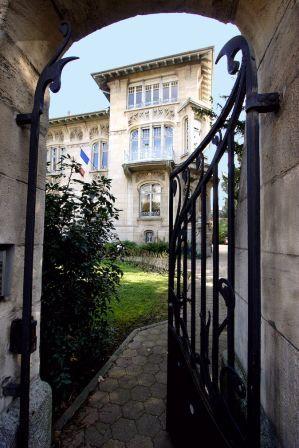
La Villa Schutzenberger è un edificio ottocentesco che è diventato la sede dell'Osservatorio europeo dell'audiovisivo

La prima istituzione europea ad avere una sede in città fu la Commissione centrale per la navigazione del Reno. Istituita nel 1815 dal  Congresso di Vienna, è la più antica organizzazione internazionale del mondo, ma ha sede a Strasburgo solo a partire dal 1920 (sede centrale nel Palais du Rhin). La sua funzione è di incoraggiare la prosperità europea garantendo un alto livello di sicurezza per la navigazione del Reno e dei dintorni.
Tuttavia il grosso della presenza europea a Strasburgo viene dall'insediamento di istituzioni dopo la seconda guerra mondiale. Il movimento verso l'integrazione europea spinse per la creazione di nuovi organismi. Il primo di questi ad essere insediato fu la Commissione internazionale dello stato civile, fondata nel 1948 e precedente di alcuni mesi il Consiglio d'Europa. Seguì poi la progressiva affermazione di un'Europa pacifica, unificata e prospera attraverso la fondazione del Consiglio d'Europa e degli organismi ad esso collegati (come la Corte europea dei diritti dell'uomo), nonché della Comunità europea del carbone e dell'acciaio (in seguito Unione europea). Sia il Consiglio d'Europa che l'Unione europea lavorano sempre di più insieme, soprattutto per attuare la Convenzione europea dei diritti dell'uomo del Consiglio d'Europa.
Uno dei principali impulsi per fare di Strasburgo la sede di numerose istituzioni europee venne dal ministro degli esteri britannico Ernest Bevin, uno dei cui più stretti consiglieri aveva una figlia che aveva studiato nella città. Benché Bevin pubblicamente riconoscesse che l'aspetto multiculturale, multiconfessionale della città nonché la sua posizione geografica nel cuore dell'Europa (occidentale) fossero i criteri in base ai quali era stata scelta, privatamente diede una ragione completamente diversa: "Strasburgo? Perfetto, nessuno andrà là."

### Consiglio d'Europa

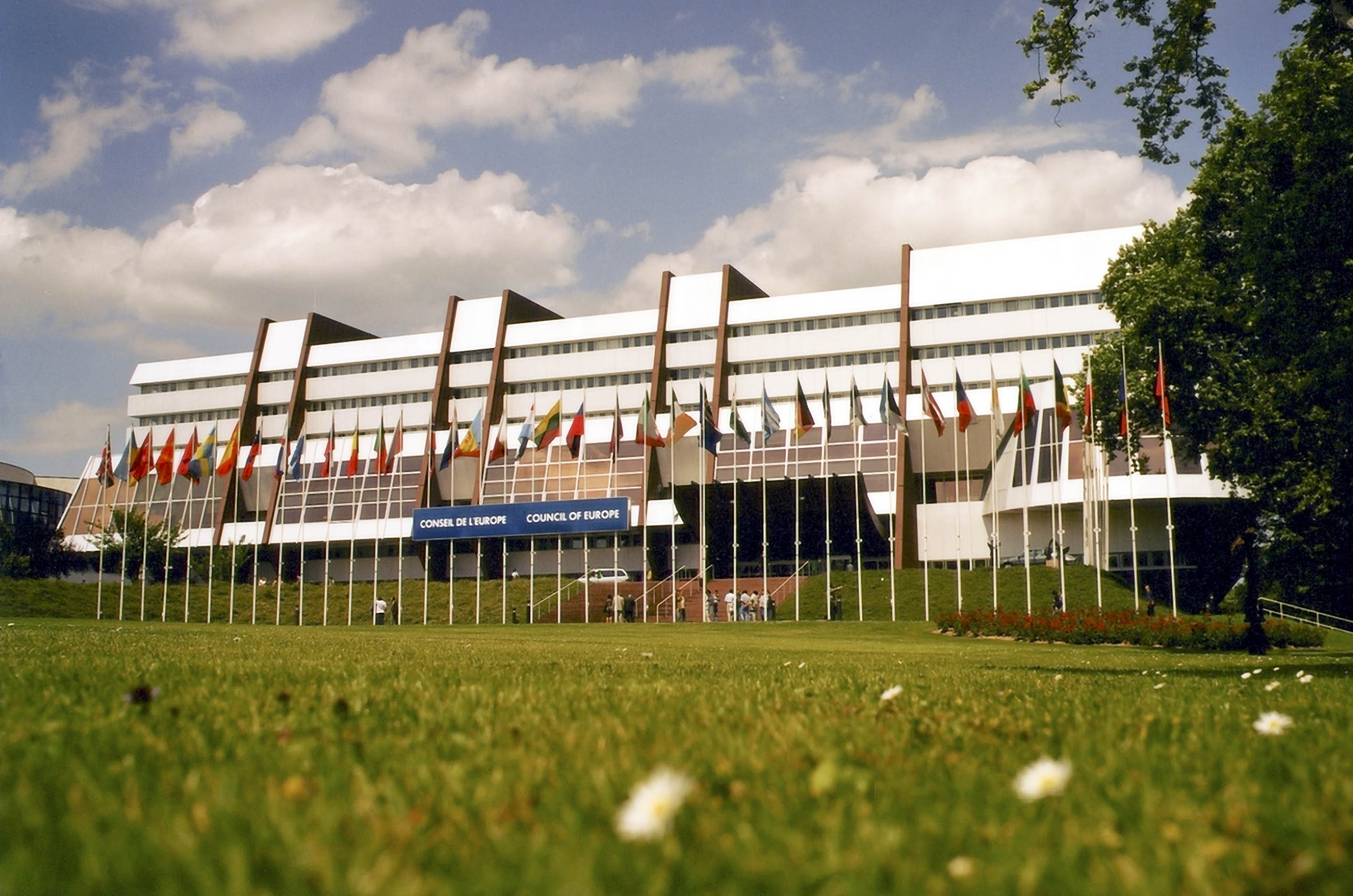
Il Palazzo d'Europa

Il Consiglio d'Europa ha otto edifici nel quartier européen; quello principale era abitualmente condiviso con il Parlamento europeo. Il primo edificio ad essere completato fu la Casa d'Europa, inaugurata nel 1950 ma demolita nel 1977, quando fu sostituita dall'attuale Palazzo d'Europa.
Il Palazzo d'Europa e la Villa Schutzenberger in stile Art Nouveau (costruita nel 1897–1900, sede dell'Osservatorio Europeo dell'Audiovisivo) sono ubicati nel quartiere dell'Orangerie, il Centro europeo della gioventù è situato nel quartiere di Wacken, l'edificio della Corte europea dei diritti dell'uomo (costruito nel 1989–1995), il Direttorato europeo per la qualità dei medicinali (inaugurato nel 2006) e l'edificio dell'Agora (il Palazzo generale degli uffici) sono situati nel quartiere di Robertsau. L'edificio dell'Agora è stato votato "miglior progetto immobiliare internazionale per un centro d'affari del 2007" (il 13 marzo 2008 al MIPIM 2008) e ha segnato la fine provvisoria del nuovo edificio da parte del Consiglio d'Europa (Agora fu inaugurato ufficialmente il 17 aprile 2008 dal ministro degli esteri francese Bernard Kouchner).
A causa dei persistenti disavanzi di bilancio, dal 2011 in poi si è previsto il Consiglio d'Europa tagliasse significativamente il numero delle sue attività, e quindi dei suoi dipendenti. Questo avrebbe influito sensibilmente sull'economia della città di Strasburgo.

### Parlamento europeo
Il Parlamento europeo ha quattro immobili nel quartier européen. In precedenza utilizzava l'emiciclo del Consiglio d'Europa per tenere le sue riunioni e questo fino a quando nel 1999 non completò il suo fabbricato principale, ossia l'edificio Louise Weiss (posto dall'altra parte del fiume rispetto al Palazzo d'Europa). Tale fabbricato è collegato da un ponte agli altri tre più vecchi (il Pierre Pflimlin, il Winston Churchill e il Salvador de Madariaga), i quali sono sparsi in un ampio semicerchio intorno al Palazzo d'Europa.
L'edificio Salvador de Madariaga ospita anche l'altro organismo dell'Unione europea di cui Strasburgo è la sede ufficiale fin dal 1992, ossia il mediatore europeo.

#### Controversia
L'ubicazione a Strasburgo, piuttosto che a Bruxelles, del Parlamento europeo ha causato qualche controversia poiché il suo lavoro ha luogo anche in quest'ultima città (oltre che a Lussemburgo). La disposizione così divisa ha causato difficoltà finanziarie, ambientali e pratiche, con la sede di Strasburgo che viene solitamente (anche se non universalmente) citata come quella "estranea".

### Studi europei

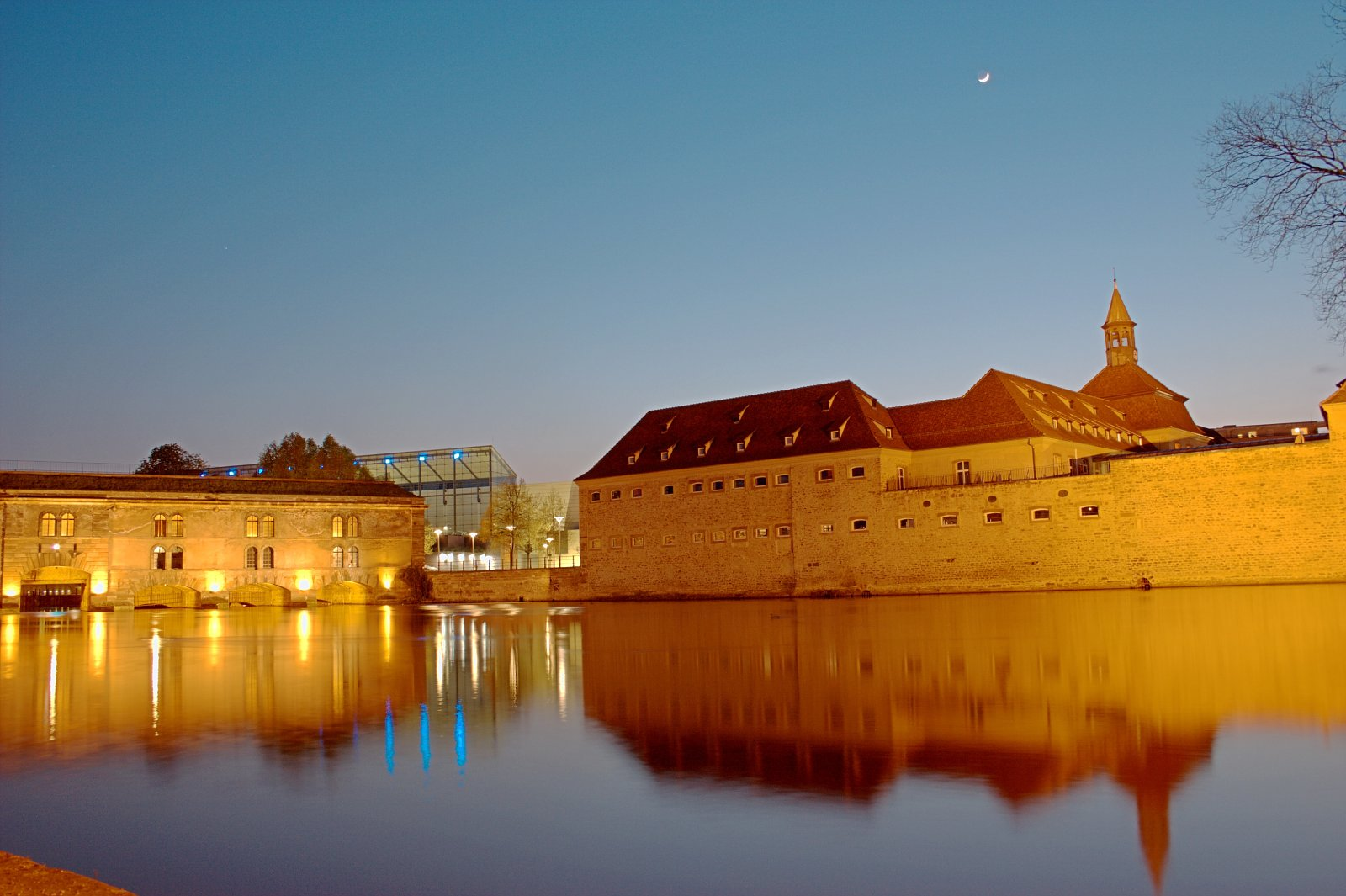
L'edificio dell'ENA (destra) in un ex monastero, poi prigione, al tramonto

L'École nationale d'administration, fondata nel 1945 a Parigi, fu spostata a Strasburgo per decreto nel 1991 e stabilita permanentemente là nel 2005 (sebbene la sede centrale fosse stata trasferita dal principio, fino a quella data gli studenti dovevano trascorrere metà dei loro corsi annuali in entrambe le città). Nel corso della sua rispecializzazione sul governo europeo, si fuse con il Centre d'études européennes de Strasbourg (CEES, Centro di studi europei di Strasburgo) dell'Università di Strasburgo e assunse la sottodenominazione di École européenne de gouvernance (Scuola europea di governo).
Un'altra istituzione accademica collegata è l'Institut des hautes études européennes (IHEE, Istituto di alti studi europei), ubicato nell'ex Villa Knopf in stile Art Nouveau (costruita nel 1903–1905), vicina al Parlamento e al CdE. Questa scuola fu fondata nel 1953 e fu chiamata allora Centre universitaire des hautes études européennes (Centro universitario di alti studi europei).

### Scuola europea
L'École européenne de Strasbourg (Scuola europea di Strasburgo) è stata inaugurata dal ministro dell'istruzione francese Xavier Darcos il 4 settembre 2008. È la prima scuola del suo genere in Francia.

### Punti informativi
Strasburgo funge anche da sede di vari punti informativi dell'Unione europea, come il Information Centre on European Institutions (CIIE, Centro informativo istituzioni europee), lo Euro-Info Centre (EIC, Centro Euro-Info), la MEDIA Antenna (Antenna MEDIA) e lo European Documentation Centre (EDC, Centro europeo di documentazione) nonché lo European Job Mobility Portal (Portale europeo per la mobilità del lavoro), la rete EURES. La città ospitava anche la rete computerizzata automatica del Sistema d'informazione Schengen e attualmente ospita l'unità centrale della sua nuova versione, il Sistema d'informazione Schengen II, un'unità di riserva essendo ubicata in Austria.

### Altri organismi
Altri organismi con sede nella città, la maggior parte dei quali non collegati né al Consiglio d'Europa né all'Unione europea, ma operanti più o meno in associazione con essi, sono: la Commissione internazionale dello stato civile, Eurocorps (creato nel 1963), l'Istituto internazionale dei diritti dell'uomo (fondato nel 1969), la Fondazione europea per la scienza (fondata nel 1974), l'Assemblea delle Regioni d'Europa (istituita nel 1985) e il Programma scientifico Frontiera umana (concepito nel 1986, lanciato nel 1989). Strasburgo è anche, fin dal suo avvio nel 1991, la sede principale del canale televisivo franco-tedesco Arte.
Infine, Strasburgo ospita anche l'associazione Apollonia (creata nel 1998), che si definisce "una piattaforma di cooperazione nell'area delle arti visive tra i paesi europei e, più specificamente, con i paesi dell'Europa centrale e orientale, i Balcani, i paesi lungo il mar Baltico e nel Caucaso meridionale." L'associazione fu creata sulla base del lavoro condotto a partire dal 1994 dal Consiglio d'Europa all'interno della cornice del Programma degli scambi artistici europei.

## Status politico
Venti istituzioni hanno la loro unica, o una delle loro principali, sedi a Strasburgo. A causa di questa concentrazione in un'area così piccola, Strasburgo, come Bruxelles, reclama il titolo di "capitale dell'Europa". Mentre Bruxelles è la città capitale di uno stato trilingue, il Belgio, Strasburgo ha avuto lunghi periodi di dominio sia da parte della Francia che della Germania, assimilando entrambe le loro culture e le loro lingue (vi si parla anche la lingua alsaziana). Strasburgo ha anche la distinzione di essere una delle sole tre città ad ospitare importanti istituzioni internazionali senza essere una capitale (le altre essendo New York e Ginevra).
Nel caso di Bruxelles, essa reclama il titolo attraverso il riferimento all'Unione europea, mentre Strasburgo (con il Consiglio d'Europa) si riferisce al continente nel suo complesso. Con riguardo all'Unione europea, Strasburgo talvolta reclama di essere la capitale "democratica" o "legislativa" (in virtù della presenza del Parlamento) mentre classifica Bruxelles come la capitale "amministrativa" o "esecutiva" (a causa della presenza della Commissione europea e del Consiglio in quella città).
Nel 2005, l'area urbana della Grande Strasburgo formò una piccola comunità politica (nota come eurodistretto di Strasburgo-Ortenau) consistente in una parte di amministrazione in comune con il vicino distretto tedesco di Ortenau nel Baden-Württemberg sul lato opposto del Reno. La popolazione combinata di questo distretto era di 868.000 persone nel 2006 e ci sono piani per estendere i tram di Strasburgo attraverso il Reno fino a queste aree.